# 大橋進 (実業家)
大橋 進（おおはし すすむ　1958年（昭和33年）2月1日 –　）は、日本の実業家。

## 概要
1958年、出生。1981年、明治大学法学部卒業。
明大卒業後は、米国でビジネスに従事。1991年にユニデン米国法人社長に就任。売上げを倍増した他、重要な新規事業を開拓。1996年、ユニデン専務取締役に就任。
1998年、セガ米国法人に移り、バイスプレジデント（アミューズメントグループ）に就任。ジョイントベンチャーの新規案件などを担当。
1999年、eBayバイスプレジデント（アジアビジネス担当）に就任。日本におけるイーベイジャパン株式会社の設立及び、日本語サイトの立ち上げに従事。ネットイヤー・ナレッジキャピタルパートナーズ（ネットイヤーグループ）にもパートナーとして参画した。